# Hesse Renano-Palatinado
O Hesse Renano-Palatinado (em alemão:  Rheinhessen-Pfalz) foi uma das três regiões administrativas (Regierungsbezirke) do estado da Renânia-Palatinado, Alemanha, até 31 de dezembro de 1999, quando foi dissolvida. Sua capital era a cidade de Neustadt an der Weinstrasse. As outras duas regiões do estado, também dissolvidas, eram Trier e Coblença.

## Subdivisões administrativas
A região do Hesse Renano-Palatinado estava dividida em 10 distritos (kreise) e 10 cidades independentes (Kreisfreie Städte), que não pertenciam a nenhum distrito.
- Kreise (distritos):

1. Alzey-Worms
2. Bad Dürkheim
3. Donnersbergkreis
4. Germersheim
5. Kaiserslautern
6. Kusel
7. Ludwigshafen
8. Mainz-Bingen
9. Südliche Weinstraße
10. Südwestpfalz

- Kreisfreie Städte (cidades independentes):

1. Frankenthal
2. Kaiserslautern
3. Landau
4. Ludwigshafen
5. Mogúncia
6. Neustadt an der Weinstrasse
7. Pirmasens
8. Speyer
9. Worms
10. Zweibrücken